# Maria Anna Mozart
Maria Anna Walburga Ignatia Mozart (ur. 30 lipca 1751 w Salzburgu, zm. 29 października 1829 tamże) – austriacka klawesynistka i pianistka; córka Leopolda i Anny Marii (z domu Pertl) Mozartów, starsza siostra Wolfganga Amadeusa Mozarta .

## Życiorys
Przez rodzinę i znajomych była pieszczotliwie nazywana Nannerl. Od Wolfganga Amadeusza była starsza o pięć lat. Jako utalentowana klawesynistka i pianistka, razem z bratem i rodzicami jeździła po Europie, koncertując dla elit politycznych i kulturalnych . W czasie podróży odwiedziła m.in. Wiedeń, Paryż i Londyn.
Zgodnie z wolą ojca w 1784 poślubiła Johanna Baptystę Reichsfreiherrera Berchtoldema von Sonnenburga (1736–1801), urzędnika państwowego i sędziego, z którym zamieszkała w Sankt Gilgen niedaleko Salzburga (skąd pochodziła jej matka). Urodziła troje dzieci: Leopolda Aloisa Pantaleona (1785–1840), Jeanette (1789–1805) i Marię Babette (1790–1791). Po śmierci męża w 1801 roku, wróciła do Salzburga, gdzie prawie do końca życia udzielała lekcji muzyki i gry na fortepianie. Pomogła też wydawcom odnaleźć zaginione dzieła brata. W wieku 74 lat straciła wzrok .
Zgodnie z własnym życzeniem po śmierci została pochowana na cmentarzu św. Piotra w Salzburgu.